# Yo, min ven er et Spøgelse
Yo, min ven er et Spøgelse (engelsk: Dude, That's My Ghost!) er en fransk-britisk animeret action-eventyr-tv-serie, som blev sendt på Disney XD fra 2013.

## Danske stemmer
- Benjamin Hasselflug som Billy Joe Cobra
- Sonny Lahey som Rajeev Baguiati
- Oliver Ryborg som Spencer Wright
- Øvrig Medvirkende: Bjarne Antonisen, Christian Damsgaard, Jens Jacob Tychsen, Karoline Munksnæs Hansen, Katrine Falkenberg, Mikkel Christiansen, Sara Ekander Poulsen, Thea Iven Ulstrup